# Radicaal 186
Van de in totaal 214 Kangxi-radicalen heeft radicaal 186 de betekenis geur. Het is een van de elf radicalen die bestaat uit negen strepen.
In het Kangxi-woordenboek zijn er 37 karakters die dit radicaal gebruiken.

## Karakters met het radicaal 186

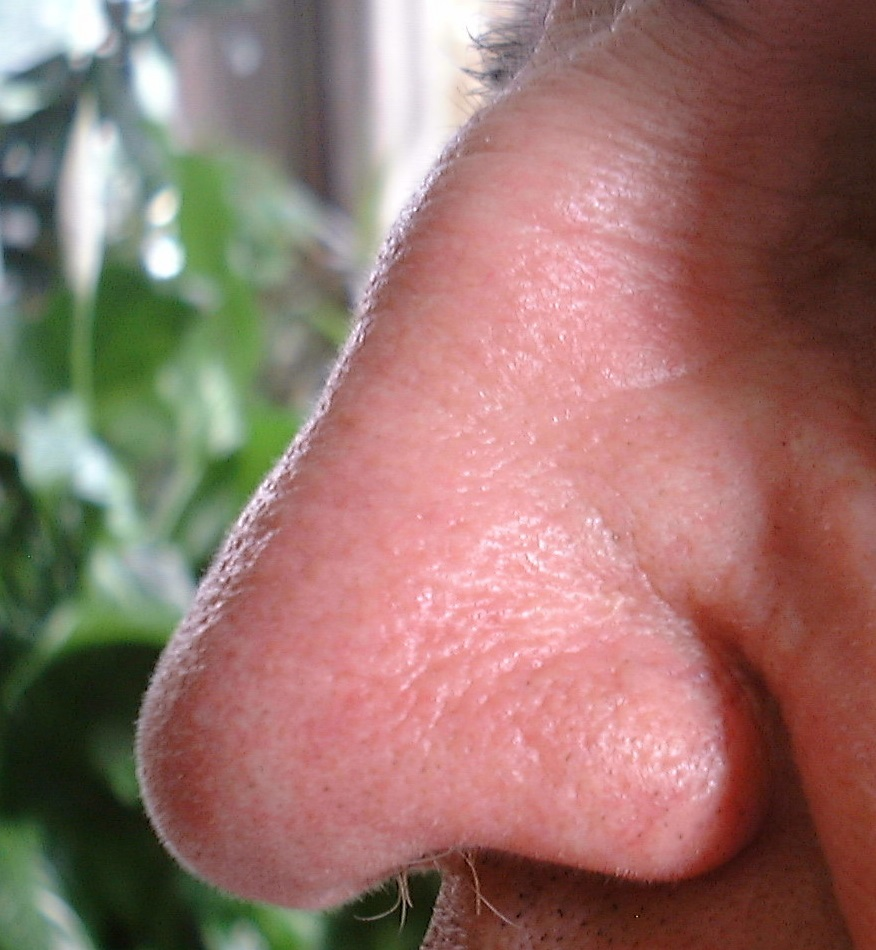
Geuren registreren we middels de neus.

| Strepen | Karakter |
| ------- | -------- |
| + 0     | 香       |
| + 4     | 馚       |
| + 5     | 馛 馜 馝 |
| + 7     | 馞 馟 馠 |
| + 8     | 馡 馢 馣 |
| + 9     | 馤 馥    |
| + 10    | 馦 馧    |
| + 11    | 馨       |
| + 12    | 馩       |
| + 14    | 馪       |
| + 18    | 馫       |